# Mario Roberto Cassari
Mario Roberto Cassari (Ghilarza, 27 agosto 1943 – Oristano, 19 agosto 2017) è stato un arcivescovo cattolico e diplomatico italiano, al servizio della Santa Sede.

## Biografia

### Formazione e ministero sacerdotale
Dopo gli studi classici, filosofici e teologici, è ordinato sacerdote a Ghilarza il 27 dicembre 1969 per la diocesi di Tempio-Ampurias.
È stato vicerettore del seminario minore di Tempio Pausania, professore del locale liceo scientifico, responsabile diocesano dei giovani dell'Azione Cattolica, vice parroco della cattedrale di Tempio, segretario del vescovo Carlo Urru e pubblicista del settimanale diocesano "Gallura e Anglona".
Dopo studi presso l'Università di Sassari, è inviato a Roma dove consegue il dottorato in teologia alla Pontificia Università Lateranense. Presso la stessa Università consegue anche la licenza in diritto canonico. Dal 1974 al 1977 è alunno della Pontificia Accademia Ecclesiastica, dove ottiene il diploma in diplomazia.
Il 22 marzo 1977 è ammesso al servizio diplomatico della Santa Sede. Presta servizio nelle seguenti rappresentanze pontificie: Pakistan, Colombia, Ecuador, Sudan, Sudafrica, Giappone, Austria, Lituania, Jugoslavia e Bosnia ed Erzegovina.
Durante la sessione plenaria della Conferenza dei vescovi cattolici dell'Africa Meridionale tenutasi nel gennaio 1988, accusò il regime di Pretoria di codardia per aver censurato la stampa.
Preparò la visita pastorale di Giovanni Paolo II a Sarajevo dell'aprile 1997, a poco più di un anno dalla fine della Guerra di Bosnia e si adoperò per la costruzione dell'edificio della nunziatura apostolica.

### Ministero episcopale
Il 3 agosto 1999 è nominato arcivescovo titolare di Tronto e nunzio apostolico in Repubblica del Congo e Gabon da papa Giovanni Paolo II. Anche in Congo come in Bosnia si adoperò per l'assistenza ai rifugiati.
È consacrato vescovo il 16 ottobre dal cardinale Angelo Sodano, Segretario di Stato della Santa Sede, co-consacranti Pier Giuliano Tiddia, arcivescovo di Oristano e Paolo Atzei, vescovo di Tempio-Ampurias.
Nel maggio 2004 critica fortemente il discorso del vescovo Ernest Kombo, che durante il funerale dell'arcivescovo emerito di Brazzaville, mons. Barthelemy Batantou, aveva preso le distanze dal governo congolese.
Il 31 luglio 2004 diventa nunzio apostolico in Costa d'Avorio, Burkina Faso e Niger e il 14 febbraio 2008 è trasferito alla nunziatura apostolica in Croazia. Con questo incarico accoglie la visita apostolica in Croazia di papa Benedetto XVI nel giugno del 2011. In quest'occasione auspica che nel processo di integrazione europea che coinvolge la Croazia, il Paese possa conservare le sue radici cristiane.
Il 10 marzo 2012 è nominato nunzio apostolico in Sudafrica, Botswana, Namibia e Swaziland, il 17 marzo nunzio apostolico in Lesotho.
Il 22 maggio 2015 è nominato nunzio apostolico a Malta.
È deceduto nella mattina del 19 agosto 2017 all'Istituto Santa Maria Bambina di Donigala Fenughedu, frazione di Oristano, dov'era ricoverato da alcune settimane.

## Genealogia episcopale e successione apostolica
La genealogia episcopale è:
- Cardinale Scipione Rebiba
- Cardinale Giulio Antonio Santori
- Cardinale Girolamo Bernerio, O.P.
- Arcivescovo Galeazzo Sanvitale
- Cardinale Ludovico Ludovisi
- Cardinale Luigi Caetani
- Cardinale Ulderico Carpegna
- Cardinale Paluzzo Paluzzi Altieri degli Albertoni
- Papa Benedetto XIII
- Papa Benedetto XIV
- Papa Clemente XIII
- Cardinale Marcantonio Colonna
- Cardinale Giacinto Sigismondo Gerdil, B.
- Cardinale Giulio Maria della Somaglia
- Cardinale Carlo Odescalchi, S.I.
- Vescovo Eugène de Mazenod, O.M.I.
- Cardinale Joseph Hippolyte Guibert, O.M.I.
- Cardinale François-Marie-Benjamin Richard de la Vergne
- Cardinale Pietro Gasparri
- Cardinale Clemente Micara
- Cardinale Antonio Samorè
- Cardinale Angelo Sodano
- Arcivescovo Mario Roberto Cassari

La successione apostolica è:
- Vescovo Jean-Vincent Ondo Eyene (2000)
- Vescovo Mathieu Madega Lebouankehan (2000)